# Cloniophorus episcopalis
Cloniophorus episcopalis är en skalbaggsart. Cloniophorus episcopalis ingår i släktet Cloniophorus och familjen långhorningar.

## Underarter
Arten delas in i följande underarter:
- C. e. episcopalis
- C. e. viridanus